# گلیکوزیل‌فسفاتیدیل‌اینوزیتول
گلیکوزیل‌فسفاتیدیل‌اینوزیتول (انگلیسی: Glycosylphosphatidylinositol) یا به اختصار GPI یک فسفوگلیسیرید است که به انتهای کربوکسیل یک پروتئین در هنگام پیرایش پساترجمه‌ای اتصال می‌یابد. پروتئین‌هایی که قلاب GPI دارند، نقش مهمی در بسیاری از فرایندهای بیولوژیک دارند.
این مولکول از یک ریشهٔ فسفاتیدیل‌اینوزیتول تشکیل شده که از طریق یک پیونددهندهٔ حاوی کربوهیدرات (گلوکزامین و مانوز که به‌صورت گلیکوزیدی به ریشهٔ اینوزیتول متصلند) و یک پُل فسفوریل‌اتانول‌آمین (EtNP)، به انتهای کربوکسیل پروتئین‌های بالغ وصل می‌شود. دو اسید چرب در درون قلاب آب‌گریزِ ریشهٔ فسفاتیدیل‌اینوزیتول به پروتئین غشاء سلول اتصال می‌یابد.

## اهمیت بالینی
نقص در ساخت قلاب GPI در برخی بیماری‌های اکتسابی نادر همچون هموگلوبینوری حمله‌ای شبانه (PNH) و همچنین سندرم هایپرفسفاتازی به‌همراه کم‌توانی ذهنی (HPMRS) دیده شده‌است.